# 그때 그 사건
《그때 그 사건》은 대한민국의 KBS 2TV를 통해 1995년 5월 6일부터 1996년 5월 10일까지 방송된 교양 프로그램이다.

## 기획 의도
세상에서 실제로 일어나는 사건은 허구의 소설 이상으로 재미있을 뿐 아니라 불가사에 의하여 복잡하고 파란만장을 일으켜 "사실만큼 기이한 것은 없다"라는 기본 컨셉으로 범죄사건 중심에 탈피한 리얼리티 프로그램이다.

## 방송 시간
- KBS 2TV - 1995년 5월 6일 ~ 1995년 11월 4일, 매주 토요일 밤 9시 ~ 9시 55분
- KBS 2TV - 1995년 11월 10일 ~ 1996년 5월 10일, 매주 금요일 밤 8시 30분 ~ 9시 20분

## 에피소드 목록

### 1995년
- 20화, 9월 30일 : 7인의 탈주자 유전무죄 무전유죄
- 29화, 11월 17일 : 완전한 여자

### 1996년
- 38화, 2월 2일 : 단지의 꿈[1] (사회자 : 이낙훈)

## 같이 보기
- 경찰청 사람들 (MBC, 1993 ~ 1999년)
- 이것은 실화다 (TV조선, 2014 ~ 2016년)
- 기막힌 이야기 실제상황 (MBN, 2014년 ~ 현재)